# Nymphes des bois
Nymphes des bois est une œuvre musicale de Josquin des Prés. Elle est sous-titrée Déploration sur la mort de Jean Ockeghem.

## Présentation
Il s'agit d'un lamento composé en février 1497 à l'occasion de la mort de Johannes Ockeghem, son prédécesseur et maître de l'école franco-flamande. Cette pièce à cinq voix (superius, altus, contratenor, tenor et bassus) est basée sur un poème de Jean Molinet et comprend le texte et la musique liturgiques du Requiem æternam utilisés en cantus firmus par la voix de ténor (la voix de teneur). Dans la première partie, Josquin imite clairement le style contrapuntique du défunt. La seconde partie est marquée par son aspect plus harmonique avant que l'ensemble du chœur ne reprenne en conclusion la demande « Requiescat in pace » (Qu'il repose en paix).
Cette chanson est une des œuvres les plus connues de Josquin.

### Texte
Nimphes des bois, deesses des fontaines

Chantres expers de toutes nations

Changés vos voix tant cleres et haultaines

En cris tranchans et lamentations

Car d'Atropos les molestations

Vostr' Ockeghem par sa rigueur attrappe

Vray tresoir de musicque et chief d'oeuvre

Qui de trépas désormais plus n'eschappe

Dont grant domaige est que la terre coeuvre.

Accoutrez vous d'habits de doeul,

Josquin, Brumel, Pierchon, Compere,

Et plourez grosses larmes d'œil

Perdu avez vostre bon pere,

Requiescat in pace. 